# فرنسیس (اکلاهما)
فرنسیس(به انگلیسی: Francis) شهری در ایالت اکلاهما کشور ایالات متحده آمریکا است که جمعیت آن در سرشماری سال ۲۰۱۰ میلادی، ۳۱۵ نفر بوده‌است.